# Bivacco Cesare Fiorio

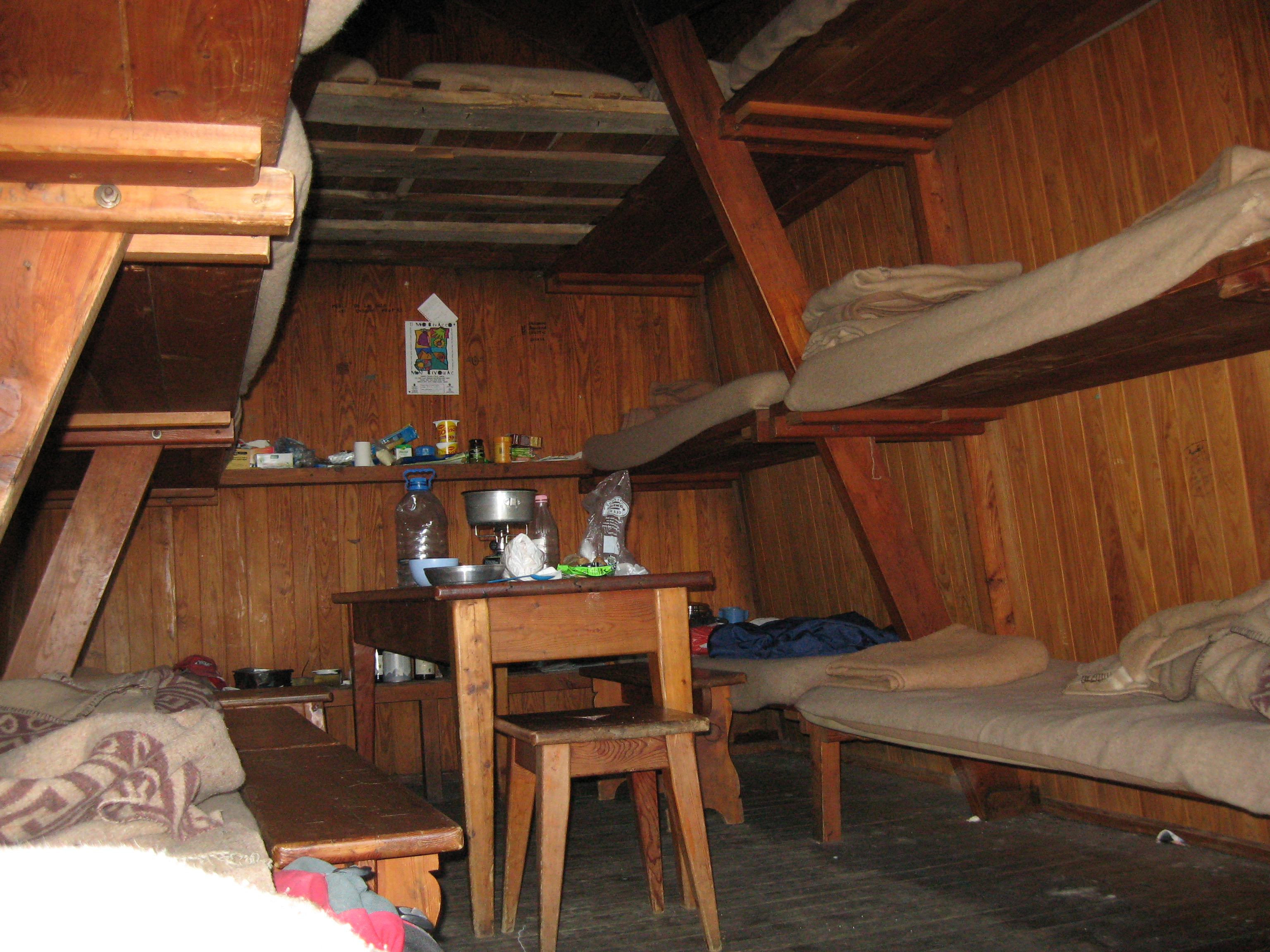
Im Inneren des Bivacco Cesare Fiorio (2011)

Die Gebäude des Bivacco Cesare Fiorio sind Biwakschachteln der Sektion Club Alpino Accademico Italiano des Club Alpino Italiano. Sie liegen im Gemeindegebiet von Courmayeur im italienischen Val Ferret, im östlichen Bereich der Mont-Blanc-Gruppe auf einer Höhe von 2810 m s.l.m.

## Beschreibung
Das alte Biwak aus dem Jahr 1952 ist eine klassische Konstruktion aus Holz und Blech. Das Gebäude liegt 50 Meter südlich des neuen Biwaks. Dieses wurde im Jahr 1973 errichtet und bietet 18 Schlafplätze. Das Platzangebot ist hier wesentlich großzügiger als im vier Lager bietenden alten Biwak.

## Zugang
Der übliche Zugang benötigt fünfeinhalb Stunden und überwindet dabei einen Anstieg von 1050 Höhenmetern.
Von Entrèves wird auf der Fahrstraße Arp Nouva (Aussprache: Arnùva) erreicht. Der Weg zweigt in Aufstiegsrichtung nach links ab via Bivacco Comino und weiter vorbei am Rifugio Dalmazzi und am Rifugio Elena. Der weitere Anstieg folgt mehreren Serpentinen und erreicht eine Verzweigung auf der Höhe von 2020 m. Über den mit der Nummer 24 bezeichneten Weg wird die Moräne des Gletschers Ghiacciaio di Pré de Bar erreicht. Die Route setzt sich in einem kleinen, ebenen Tal fort, an dessen Ende ein Pfad auf der rechten, nördlichen Seite des zum Petit Col Ferret ansteigenden Einschnitts weiterführt. Von der zum Col Ferret führenden Route zweigt der Biwakzugang nach Westen ab und führt in etwa zwei Stunden, durch felsiges Gelände ansteigend, zum Biwak.
Der Abstieg dauert 2 Stunden und 15 Minuten.

## Routen
Das Bivacco Cesare Fiorio ist Ausgangspunkt für den Normalweg auf den Mont Dolent (PD/PD+).